# 奧萊茨科縣

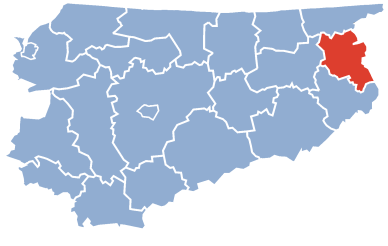

54°2′N 22°30′E / 54.033°N 22.500°E
奧萊茨科縣（波蘭語：Powiat olecki），是波蘭的縣份，位於該國東北部，由瓦爾米亞-馬祖里省負責管轄，首府設於奧萊茨科，面積874平方公里，2006年人口34,215，人口密度每平方公里39人。